# Климова, Наталья Генриховна
Наталья Генриховна Климова (в девичестве — Назембло) (род. 31 мая 1951, Жданов, Сталинская область, УССР, СССР) — советская баскетболистка. Заслуженный мастер спорта СССР (1975).
Окончила Киевский институт физкультуры (1977), преподаватель.

## Биография
В 1967—1978 годах выступала за «Динамо» (Киев). Воспитанница Владимира Заморского.
- Чемпионка Олимпийских игр 1976
- Чемпионка мира 1971, 1975
- Чемпионка Европы 1972, 1974, 1976
- Бронзовый призёр V Спартакиады народов СССР (1971)
- Награждена медалью «За трудовую доблесть»